# Lundazi
Lundazi est une ville de l'est de la Zambie, proche de la frontière avec le Malawi, située à environ 180 km de Chipata, la capitale de la province.
Lundazi est un boma, c'est-à-dire un centre administratif ; le terme boma dérive du mot swahili désignant une clôture construite pour protéger du bétail ou un camp de voyageurs. Elle fut un avant-poste du temps de la colonisation. Lundazi est le chef-lieu du district du même nom, situé au centre de la Province orientale. Elle est perchée sur les hauteurs orientales qui surplombent la vallée de la Luangwa, à proximité de la frontière avec le Malawi.
La ville possède un aérodrome, des écoles et un hôtel imitant un château d'architecture normande. Ce bâtiment fut commencé en 1948 par un District Commissioner Gallois, le Colonel Errol Button, dont on dit qu'il en dessina le plan au dos d'un paquet de cigarettes. Le château surmontait un marécage où se rencontrent les rivières Lundazi et Msuzi ; Button fit combler le marécage avec de la terre transportée dans des paniers. Le barrage ainsi formé fournit désormais l'eau à Lundazi et abrite plusieurs hippopotames.
La ville abrite aussi l'hôpital du district, un bureau de poste, deux banques, deux stations-service, un marché et quelques magasins. Lundazi est peu étendue et on peut la traverser à pied aisément.
Le système politique local comprend 25 circonscriptions électorales (wards) et 11 chefferies. Chaque ward est représenté par un conseiller élu et les onze chefferie par deux conseillers auprès du conseil de district.
La langue la plus pratiquée est le tubumka et les ethnies les plus représentées sont les Tumbuka, les Chewa et les Ngoni. Les principales sources de revenus sont l'agriculture et le commerce. Beaucoup de commerçants sont d'origine asiatique. Lundazi est surnommée Box One Kanele (« Box One » se réfère au code postal et « Kanele » est sans doute une déformation de « Colonel »).